# Skagershultsmossen
Skagershultsmossen är ett naturreservat i Laxå och Lekebergs kommuner i Örebro län.
Området är naturskyddat sedan 1982 och är 1 021 hektar stort. Reservatet omfattar södra delen av Skagershultsmossen som har ett rikt fågelliv. Tvärs över myren går en medeltida färdväg kallad Likvägen.